# Гольденберг, Софья Ароновна
Софья Ароновна Гольденберг (девичья фамилия — Слоним, партийный псевдоним — Станислава) (1881 — 1949) — российский революционер, член Заграничного бюро ЦК РСДРП.

## Биография
Родилась в еврейской многодетной семье (кроме неё было ещё 10 детей), окончила гимназию (по другим данным — лицей в Москве), в 18 лет ушла из дома, занимаясь педагогикой и литературной работой. По другим данным, получала в Берне диплом о высшем образовании по специальности философия. С 1898 до 1891 в Киеве, Екатеринославе, Бердянске, Варшаве давала частные уроки по учебным дисциплинам и музицированию. Одновременно вела пропагандистскую работу среди рабочих и учащейся молодёжи, в 1902 становится членом СДКПиЛ, с 1903 член Заграничного бюро ЦК ПСД. Занималась нелегальной партийной работой, перевозкой нелегальной литературы, авторским участием в нелегальной печати. В конце 1904 находится на партийной работе в Варшаве, член комитета ПСД, руководитель школы ответственных пропагандистов, член комитета военно-революционной организации и ответственный редактор военно-революционного органа, руководитель кружков железнодорожников. Была знакома и дружила с Р. Люксенбург и Х. Л. Рапопортом, увлеклась марксизмом. Стала членом СДКПиЛ, проживала с мужем в Варшаве, где с 1905 его врачебный кабинет часто превращался в госпиталь для раненых. В конце 1906 арестована и осуждена к каторге, однако по постановлению партийной организации организован побег из тюрьмы. Выехала в Краков, а затем к 1908 переехала в Париж. В Париже в 1908 родился сын, впоследствии участник французского Сопротивления. В 1909 вошла в Заграничное бюро ЦК РСДРП, работала с Н. К. Крупской в женских кружках, сотрудничала с Н. А. Семашко, после перенесения большевистского центра в Прагу, оставаясь в Париже, работала лектором и пропагандистом во ФКП. В период эмиграции виделись и дискутировали с В. И. Ульяновым, имела корреспонденцию с К. И. Каутским, Ю. Ю. Мархлевским, А. С. Варшавским.
С конца 1918 по 1923 находилась на секретной работе по организации связи с работой комитета III Интернационала с КПГ, находилась под полицейским надзором, арестована и после недолгого тюремного заключения изгнана из Франции. После III конгресса Коминтерна в 1921 снова на секретной работе по связям с ФКП, пребывала в Берлине. В 1923 после двукратного обыска немецкой полиции оставила работу в Коминтерне и в Москве перешла на работу в газету «Экономическая жизнь». До 1928 проживала в Берлине, где её муж работал первым представителем Наркомздрава Советского Союза в Веймарской республике, посылая оттуда корреспонденции в столицу СССР.
При этом сын Леон остался во Франции под опекой польских эмигрантов художника Жана и пианистки Жанны Топас, проживая у них в Париже. Обучался на средства, оставленные по наследству дедом, Ароном Исааковичем Слонимом, почётным гражданином города Новгород-Северский. После лицея поступил на юридический факультет в Парижский университет Сорбонну, где познакомился с будущим коллегой по сопротивлению Р. Капитаном, а впоследствии и с Л. Валлоном. Мать гостила у него в Париже в течение 10 месяцев, но затем вернулась в Советский Союз, и снова приехала незадолго до смерти в 1946. После сообщения Ж. Садуля о смерти отца в сентябре 1935 приезжал в Москву на похороны. Женился на Сюзанне Гольденберг.
В Советском Союзе на неё и мужа поступали доносы, которые развеял Ф. Э. Дзержинский. Тем не менее понадобились объяснительные от него к Н. А. Семашко и от неё к В. К. Таратуте. В Берлине был установлен тайный надзор и в марте 1922, во время пребывания в Москве, на квартире произведён негласный обыск. С 1925 член ВКП(б), по рекомендации Г. К. Орджоникидзе её мужа переводят на работу в столицу, также он получил хорошую характеристику от А. В. Луначарского. 
До 1930 была заместителем ответственного редактора в газете «Экономическая жизнь», затем до 1932 руководила «группой обобщения материалов и подготовкой их в ЦКК НКРКИ, после чего до 1935 была учёным секретарём в Коммунистической академии. С 1936 работала старшим научным консультантом ОГИЗ, и с того же года до 1940 прошла путь от научного редактора до заведующей отделом всеобщей истории в издательстве «Советская энциклопедия». В 1937 лежала в Кремлёвской больнице с сердечной болезнью.